# Левег, Пьер
Пьер Эжен Альфре́д Буайе́н (фр. Pierre Eugène Alfred Bouillin, 22 декабря 1905, Париж — 11 июня 1955, Ле-Ман) — французский автогонщик. Взял гоночное имя Пьер Леве́г (фр. Pierre Levegh) в память о своём дяде, пионере автогонок, который умер в 1904. С 1938 года выступал в ежегодной гонке «24 часа Ле-Мана», в которой в 1955 году стал жертвой аварии, повлёкшей гибель его и 82 зрителей. Выступал в двух первых сезонах Формулы-1 (1950, 1951).

## Биография
Пьер Буайен родился 22 декабря 1905 в Париже.
Годом ранее умер его дядя, Альфред Вельг (Alfred Velghe), который с 1898 довольно успешно выступал в различных гонках того времени под именем Альфред Левег, даже выиграв несколько из них. В 1923 году Пьер впервые посетил гонку в Ле-мане и с тех пор его мысли были только о выступлении там. В 1938 году его мечта сбылась — он принял участие в Ле-Мане за рулем Talbot T150C, однако до финиша не добрался из-за технической поломки. По этой же причине его Talbot-Lago SS не добрался до финиша и на следующий год. До войны лучшим автогоночным достижением Левега стало 3-е место на гонке в Анвере в 1939 году.
Левег принимал участие в Гонках Гран-при, однако успехов там практически не добился. Шесть стартов в сезонах 1950 и 1951 гг. на собственном Talbot Lago T26C и 7-е место на ГП Бельгии’1950 в качестве лучшего результата — так кратко можно описать его достижения в Формуле 1.
Однако, его успехи в других сериях были более существенны. В 1951 г. в Ле-Мане на заводском Talbot он финишировал четвёртым, оставшись недовольным машиной он принял решение на следующий год выйти на старт на собственном автомобиле, все расходы по подготовке которого он нес самолично. И все затраты практически оправдались — он в одиночку вел машину на протяжении более 22 часов и был несомненным лидером, опережая ближайшего преследователя на четыре круга, когда у него отказала КПП, а затем и двигатель. Его мечте о победе, которая, казалось, вот-вот могла стать реальностью, так и не суждено было сбыться... Гонки 1953 и 1954 гг. также не принесли успеха. Погиб Пьер Левег 11 июня 1955 года во время его последней гонки в Ле-Мане.

## Авария на Ле-Мане 1955

Авария Пьера Левега

11 июня 1955 года — дата самой ужасной трагедии в истории автоспорта, повлёкшей последствия на многие десятилетия вперед. Жуткая авария произошла в конце 35 круга знаменитой гонки «24 часа Ле-Мана» 11 июня 1955 года. Mercedes-Benz 300 SLR, за рулем которого находился французский гонщик Пьер Левег, преследуя лидировавшего на тот момент британца Майка Хоторна на Jaguar D-Type, столкнулся с обгоняемым на шестой круг Austin-Healey 100S под управлением Ланса Маклина.
Неожиданно для идущих сзади, Хоторн решил отправиться на пит-лейн для дозаправки и не оставил места для манёвра болиду Маклина. Маклин, уворачиваясь вправо от Ягуара, притормаживая выходит за пределы трассы, и пытаясь вернуть машину назад, и объехать только что обогнавшего его Хоторна, сместился влево, тем самым неудачно подрезав Мерседес Левега. От столкновения Mercedes-Benz 300 SLR взмыл над трассой. Он перелетел ограждение и полетел прямо на трибуны со зрителями, попутно рассыпая на них обломки и части двигателя. Ремни безопасности в то время ещё и не применялись — они появились только в 60-х. Поэтому Левег вылетел из машины и погиб в результате повреждения черепа. В результате взрыва топливного бака возник очень серьёзный пожар, который вместе с обломками унес жизни 82 зрителей. Ещё более 100 человек были ранены.
Ситуацию с пожаром также усугублял тот факт, что магниевый кузов Мерседеса попытались затушить водой, что привело только к усилению пламени. Машина горела несколько часов. Гонку не останавливали, чтобы предотвратить панику среди почти четверти миллиона зрителей. Кроме того, покидающие гонку зрители неизбежно заблокировали бы подъездные дороги для машин скорой помощи. Далеко не все поняли, насколько ужасная трагедия произошла: многие просто видели, что начался пожар после аварии — и все.
Свидетелем этой страшной катастрофы стал Хуан-Мануэль Фанхио, который ехал сразу позади Левега, Хоторна и «кругового» Маклина. Фанхио рассказывал, что Пьер в последний момент, понимая, что ничего не сможет предпринять, поднял руку вверх, что послужило Фанхио сигналом — и он успел затормозить, чтоб не врезаться во впереди идущие машины. Таким образом, возможно, Левег спас жизнь Фанхио.
Когда ночью было объявлено предварительное число жертв, Альфред Нойбауэр, шеф гоночной команды Mercedes-Benz, пригласивший Левега участвовать в гонке, принял решение снять машины своей команды с гонки. К тому времени Фанхио, напарник Левега по команде, лидировал в гонке. Однако это было уже не столь важно. В итоге победителем Ле-Мана 1955 года стал Майк Хоторн на Jaguar. Альфред Нойбауэр говорил, что Пьер озвучил странное предчувствие прямо на стартовой прямой в тот злополучный день в Ле-Мане. Предчувствие не подвело, к сожалению.
После Ле-Мана-1955 были отменены многие другие соревнования, в том числе и четыре гонки Формулы 1 сезона 1955 года (ГП Франции, Германии, Испании и Швейцарии), из-за чего сезон сократился до 6 гонок. По окончании 1955 года команда Mercedes-Benz покинула автоспорт, вплоть до 1987 года. Американская автомобильная ассоциация (ААА), под давлением общественности, после аварии в Ле-Мане и гибели Билла Вуковича на гонке Инди-500 парой недель ранее, отказалась от всякого проведения автогонок, передав эстафету специально созданным автоспортивным ассоциациям, таким как USAC.
После этой аварии в Швейцарии вышел закон, согласно которому вводился запрет на проведение вообще каких бы то ни было состязаний с участием моторного транспорта. Данный запрет продержался без изменений 52 года. 7 июня 2007 года 97 голосами против 77 (голосование проводилось в государственном парламенте) запрет был частично снят. Однако гонки Гран-при в Швейцарии проводить по-прежнему формально запрещено. Только 1 июня 2022 года запрет на проведение кольцевых гонок в Швейцарии был полностью снят.

## Результаты в Формуле-1
|-
| Сезон | Команда        | Шасси            | Двигатель     | Ш | 1   | 2       | 3     | 4   | 5     | 6        | 7        | 8   | Место | Очки |
| ----- | -------------- | ---------------- | ------------- | - | --- | ------- | ----- | --- | ----- | -------- | -------- | --- | ----- | ---- |
| 1950  | Частная заявка | Talbot-Lago T26C | Talbot 4,5 L6 | D | ВЕЛ | МОН НПР | 500   | ШВА | БЕЛ 7 | ФРА Сход | ИТА Сход |     | —     | 0    |
| 1951  | Частная заявка | Talbot-Lago T26C | Talbot 4,5 L6 | D | ШВА | 500     | БЕЛ 8 | ФРА | ВЕЛ   | ГЕР 9    | ИТА Сход | ИСП | —     | 0    |